# Atomizer
Atomizer war eine australische Black- und Thrash-Metal-Band aus Melbourne, die im Jahr 1998 gegründet wurde und sich 2008 auflöste.

## Geschichte
Die Band wurde im Juli 1998 von Jason Healey gegründet. Nachdem er genügend Lieder entwickelt hatte, begannen die Aufnahmen zum ersten Demo, ehe sich die Originalbesetzung der Band auflöste. Das Demo wurde nur in sehr geringer Stückzahl veröffentlicht, da das Resultat die Band nicht zufriedenstellte. Im Anschluss kam Schlagzeuger Aaren „Suds“ Suttil zur Besetzung. Zusammen mit Healey und dem Gitarristen Justin Allen folgten im August 1999 die ersten Auftritte. Nachdem die Band einen Vertrag für ein Album bei End All Life Productions erreicht hatte, begab sich die Band im November ins Studio, um ihr Debüt The End of Forever aufzunehmen. Die LP erschien im April des Folgejahres und war auf 666 Stück begrenzt, ehe im Juli die CD folgte. Im selben Jahr hielt die Band zudem eine Neuseelandtournee ab, die 12 Auftritte umfasste. Zudem war die Band auf dem Metal for the Brain zu hören. Im Jahr 2001 erschien über Nihilist Void Records die EP Gimme Natural Selection. Neben eigenen Liedern waren auch mit Motörheads Ace of Spades und I Wish You Were a Beer von Cycle Sluts from Hell zwei Coversongs enthalten. Zudem nahm die Band das nächste Album Death - Mutation - Disease - Annihilation auf. Im November verließ Gitarrist Allen die Band und wurde noch im selben Monat durch Jason Saunders ersetzt. Das Album erschien im April 2002 als LP bei End All Life Productions und war auf 500 Stück begrenzt und erschien im September als CD bei Drakkar Productions. Im April ging die Band erneut auf Tour durch Neuseeland. Zudem nahm die Band ein Lied für eine Split-Veröffentlichung zusammen mit der Band Root, sowie eins für den Sampler Barbarian Onslaught auf. Außerdem nahm sie die EP Tyrus: The Doom War of the Armoured Angel auf. Auf dem Tonträger coverte die Band australische Gruppen wie Tyrus, Armoured Angel und WAR. Zudem begannen die Arbeiten zum nächsten Album The Only Weapon of Choice - 13 Odes to Power, Decimation and Conquest. Im selben Jahr kam Gitarrist Jay Young zur Besetzung, sodass die Gruppe erstmals zu viert war. Im Anschluss folgte ein Konzert zusammen mit Destruction in Melbourne. Anfang 2003 ging die Band zusammen mit Pungent Stench auf Tour. Im selben Jahr nahm die Band das Album The Only Weapon of Choice - 13 Odes to Power, Decimation and Conquest auf und veröffentlichte die LP später im Jahr bei The Ajna Offensive und die CD bei Animosity Records. Im selben Jahr erschien zudem die Split-Veröffentlichung mit Root bei The Ajna Offensive, während Tyrus: The Doom War of the Armoured Angel bei Soulseller Records und Barbarian Onslaught bei Decius Productions erschienen. Zudem verließen die Gitarristen Saunders und Young die Band. Als Ersatz kamen Rick Withoos und Brent Hodgkins zur Besetzung. In der neuen Besetzung trat die Band erneut beim Metal for the Brain auf. Nachdem die Band einen Vertrag bei Agonia Records unterzeichnet hatte, erschien im Jahr 2004 The Only Weapon of Choice - 13 Odes to Power, Decimation and Conquest als 2-CD-Version bei dem Label erneut. Bei demselben Label wurde 2004 auch The End of Forever auf CD wiederveröffentlicht und trug dabei den Namen The Death of Forever.  Im Mai des Jahres wurde zudem Gitarrist Withoos durch Andrew Lilley ersetzt. Eine geplante dreiwöchige Europatournee musste im selben Jahr vor Beginn der Tour abgesagt werden. Außerdem wurde die EP Songs of Slaughter - Songs of Sacrifice bei Hells Headbangers Records veröffentlicht. Gegen Ende des Jahres begab sich Healey nach Europa, um zusammen mit Pungent Stench ein Lied für eine zukünftige Veröffentlichung aufzunehmen. Ab diesem Zeitpunkt sollte die Band nur noch aus Healey und Suttis bestehen. 2005 begann die Band mit den Arbeiten zum Tonträger  Songs to Swing To, welcher jedoch nie veröffentlicht wurde. Im Jahr 2006 schrieb die Band an ihrem nächsten Album namens Caustic Music for the Spiritually Bankrupt. Im selben Jahr probte die Band für das Album. Schlagzeuger Suttil verstarb zudem am 27. Dezember des Jahres. 2007 nahm die Band das Album mit dem Schlagzeuger Sean Cummiskey auf. 2008 erschienen über Hells Headbangers Records das Live-Album Atomic Bloodlust - Live 2003 und das Studioalbum Caustic Music for the Spiritually Bankrupt. Über Drakkar Productions erschien zudem eine Wiederveröffentlichung von Death - Mutation - Disease - Annihilation, auf der noch sechs Bonuslieder enthalten waren. Im selben Jahr gab die Band ihre Auflösung bekannt.

## Stil
Laut der Encyclopedia of Australian Heavy Metal spiele die Band auf The End of Forever rohen Black Metal, vergleichbar mit der Musik von Bathory und Venom. Laut Scott Alisoglu von Blabbermouth.net sei 
Caustic Music for the Spiritually Bankrupt keine klassische Mischung aus Thrash- und Black-Metal, wie die Vorgänger. In den Liedern könne man Einflüsse von Gothic Rock und Post-Punk hören und es würden genrefremde Instrumente wie eine Trompete verwendet werden. Ähnlich sah es auch Nat Shapiro von voicesfromthedarkside.de: Die Band spiele aggressiven Thrash Metal vergleichbar mit Voivod auf Angel Rat und es sei ein Gothic-Einfluss hörbar. Das Album habe zudem einen esoterischen Klang.

## Diskografie
- 1998: Atomic Metal Power (Demo, Eigenveröffentlichung)
- 1999: LIVE 04.09.1999 (Live-Album, Animosity Records)
- 2000: Promo 01-2000 (Demo, Eigenveröffentlichung)
- 2000: The End of Forever (Album, End All Life Productions)
- 2001: Gimme Natural Selection (EP, Nihilist Void Records)
- 2002: Death - Mutation - Disease - Annihilation (Album, End All Life Productions/Drakkar Productions)
- 2003: Tyrus: The Doom War of the Armoured Angel (EP, Soulseller Records)
- 2003: The Only Weapon of Choice - 13 Odes to Power, Decimation and Conquest (Album, Animosity Records/The Anja Offensive)
- 2004: Songs of Slaughter - Songs of Sacrifice (EP, Hells Headbangers Records)
- 2004: The Death of Forever (Wiederveröffentlichung von The End of Forever bei Agonia Records)
- 2008: Atomic Bloodlust - Live 2003 (Live-Album, Hells Headbangers Records)
- 2008: The War That Never Ended (Kompilation, Maltkross Productions)
- 2008: Caustic Music for the Spiritually Bankrupt (Album, Hells Headbangers Records)
- 2012: Grave Disturbances (Kompilation, Arkham Chronicles Records & Distribution)